# Nadym (řeka)
Nadym (rusky Надым ) je řeka v Jamalo-něneckém autonomním okruhu Ťumeňské oblasti v Rusku. Je 545 km dlouhá od soutoku zdrojnic a 1024 km od pramene Pjakupuru. Povodí má rozlohu 64 000 km².

## Průběh toku
Odtéká z jezera Numto na vysočině Sibiřské úvaly. Protéká severním směrem přes Západosibiřskou rovinu. Ústí do Obské zátoky Karského moře.

### Přítoky
Největším přítokem je Levá Chetta

## Vodní stav
Zdroj vody je smíšený s převahou sněhových srážek. Průměrný průtok vody v ústí činí 590 m³/s. Zamrzá v říjnu a rozmrzá na konci května.

## Využití
Řeka je bohatá na ryby (síh peleď). Vodní doprava je možná od města Nadym. V jejím povodí se nachází velké naleziště zemního plynu Medvežje.